# Neomolgus littoralis
Neomolgus littoralis är en kvalsterart som först beskrevs av Linnaeus.  Neomolgus littoralis ingår i släktet Neomolgus och familjen Bdellidae. Inga underarter finns listade i Catalogue of Life.